# Ringkerntransformator

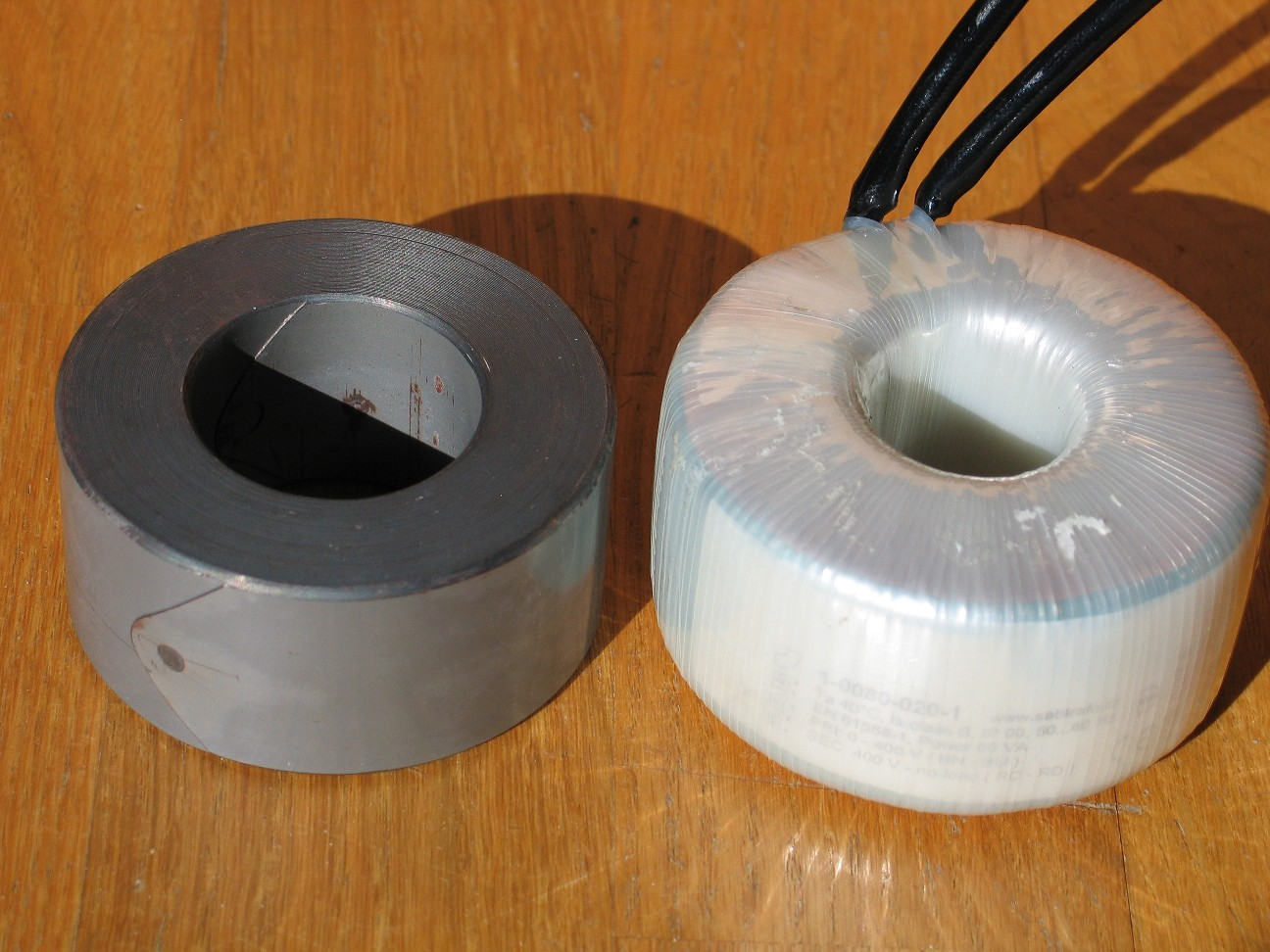
Links: Kern aus aufgewickeltem Blech, rechts: kompletter Ringkerntrafo mit den am
Kern aufgebrachten Wicklungen

Ein Ringkerntransformator (englisch toroidal transformer) ist eine besondere Bauform eines Transformators, dessen Kern in Form eines Ringkernes aus Werkstoffen wie Weicheisen oder speziellen keramischen Werkstoffen, den Ferriten, besteht. Über den Ringkern sind, elektrisch isoliert, die Wicklungen angebracht. Die einzelnen Windungen sind üblicherweise gleichmäßig über den gesamten Umfang des Ringes verteilt.

## Anwendungen
Ringkerntransformatoren werden u. a. im Bereich von kleineren Netztransformatoren in Netzteilen mit Scheinleistungen in der Größenordnung von einigen 10 VA bis zu einigen 10 kVA eingesetzt.
Eine weitere beispielhafte Anwendung sind Impulstransformatoren im Bereich der Datenübertragung, wo Ringkerntransformatoren auf der physikalischen Ebene bei Twisted-Pair-Kabeln verwendet werden, beispielsweise im Rahmen von Ethernet.
Auch Stromwandler-Transformatoren sind aus Ringkernen gebaut.

## Allgemeines

### Vorteile

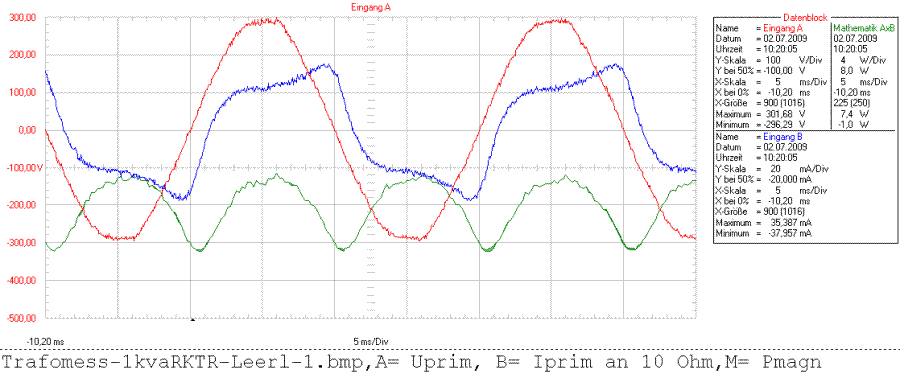
Spannung, Leerlaufstrom und Ummagnetisierungsleistung eines Ringkerntrafos mit 1 kVA Nennleistung

Da der Kern die Form eines Ringes aufweist und die den ganzen Kern überdeckenden Wicklungen dicht übereinander gepackt mit deshalb guter magnetischer Kopplung auf den Ring angeordnet sind, ist der magnetische Streufluss im Vergleich zu anderen Kernbauformen bauartbedingt gering. Der Luftspalt im Kern, welcher zur Minimierung des magnetischen Widerstandes möglichst klein sein sollte, ist, bedingt durch die Kernform, praktisch nicht vorhanden, was sich im geringen Leerlaufstrom und einer fast senkrecht verlaufenden und schmalen Hysteresekurve zeigt.

#### Leerlaufstrom
Der Leerlaufstrom von Ringkerntransformatoren ist im Vergleich zu Transformatoren mit eckigen Kernen gleicher Leistung ca. um den Faktor 40 geringer. Der Stromverlauf ist im nebenstehenden Bild dargestellt, wobei der Leerlaufstrom bei einem 1 kVA-Trafo mit nur 0,026 Aeff. klein ist. (Der Strom ist in stark vergrößertem Maßstab dargestellt, damit man den Verlauf bezüglich der Spannung gut sehen kann.)

### Nachteile

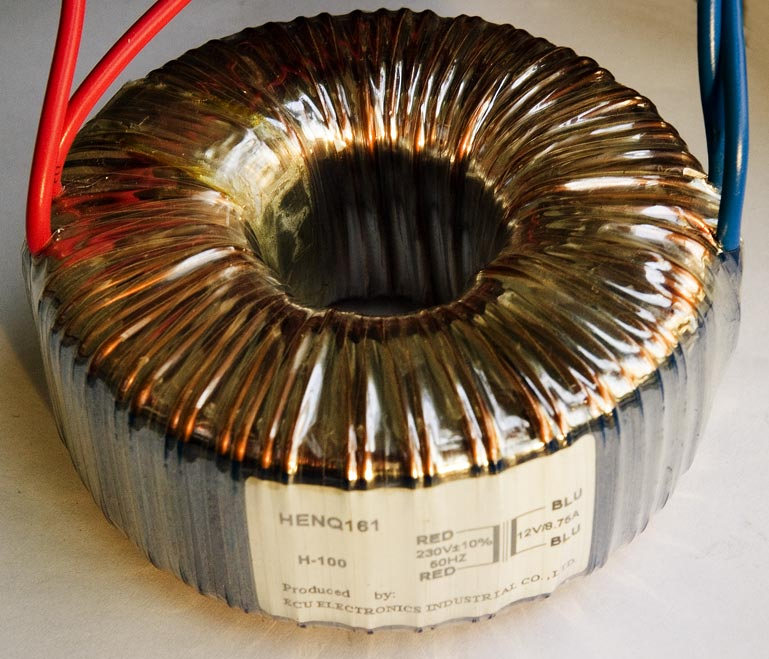
Handelsüblicher Ringkerntransformator mit 100 VA Leistung

Diese Vorteile werden im Vergleich zu eckigen Eisenkernen (E- oder U-Kerne) durch eine aufwändigere Ringkernwickeltechnik erkauft. Dabei wird der elektrische Leiter, üblicherweise in Form von Kupferlackdraht, mit speziellen Wickelmaschinen auf den Ringkern abgewickelt. Kleinere Ringkerne, wie sie u. a. bei Impulstransformatoren zur Datenübertragung eingesetzt werden, werden auch in Handarbeit bewickelt.

#### Einschaltstrom
Ringkerntransformatoren jeder Größe verursachen beim Einschalten hohe Stromspitzen (Einschaltstrom) von bis zum 80fachen ihres Nennstromes, weil ihr Kern aufgrund der hohen Permeabilität beim Einschalten leichter als bei anderen Transformatoren in die magnetische Sättigung geraten kann. Die Permeabilität ist deshalb so hoch, weil die Hysteresekurve des Kernes aufgrund seiner Luftspaltfreiheit nicht geschert (gekippt) ist. Die maximale Remanenz stellt sich immer dann ein, wenn zum Ende einer Halbwelle ausgeschaltet wird. Haushalts-Netzsicherungen können beim Einschalten von Ringkerntransformatoren ab einer Leistung von ca. 300 VA ausgelöst werden.
Diese Stromspitzen lassen sich durch Sanftanlaufgeräte oder Transformatorschaltrelais ganz vermeiden oder mit Einschaltstrombegrenzern (NTC) soweit verringern, dass Sicherungen nicht auslösen. Letztere benötigen jedoch eine Abkühlpause von 1–2 Minuten, die im technischen Gebrauch oft nicht gegeben ist.

## Aufbau

### Kernmaterial
Das Material für die Ringkerne wird für niederfrequente Anwendungen im Bereich der Netzfrequenz aus an der Oberfläche elektrisch isoliertem Blechstreifen aus Weicheisen hergestellt, welche ringförmig zu einem spiralförmig geschichteten Ringkern geformt wird. Die Schichtung ist, wie auch bei anderen Kernbauformen, zur Minimierung der Wirbelströme im Kern notwendig.
Für höhere Frequenzen werden elektrisch nichtleitende keramische Werkstoffe eingesetzt, wie Ferrite oder sintermetallurgisch aus ferromagnetischen Pulvern gepresste Kerne.

### Isolierung
Elektrische getrennte Wickelkammern auf einen Trägerkörper, wie sie beispielsweise bei Trenntransformatoren mit erhöhten Sicherheitsanforderungen an die elektrische Isolierung notwendig sind, sind bei Ringkerntransformatoren zwar prinzipiell machbar, aber nicht sinnvoll, weil damit die Vorteile der sehr direkten Kopplung der Sekundär- an die Primärspule verloren ginge.
Die Isolierung der einzelnen Wicklungen untereinander wird genauso gut durch eingelegte Kunststofffolien, früher auch Ölpapier, sichergestellt, so dass damit auch Ringkern-Trenntransformatoren mit erhöhten Sicherheitsanforderungen herstellbar sind. Deren Gewichtsvorteil gegenüber Trenntransformatoren mit eckigen Kernen beträgt bis zu 40 %, bei vergleichbaren technischen Daten.

### Befestigung
Befestigt werden größere Ringkerntransformatoren mit Montageschrauben, welche den Transformator zentrisch in seiner Position fixieren und die Montage auf einer Basisplatte erlauben, oder sie werden mittels einer Mutter im Mittelochverguß auf eine Bodenplatte geschraubt. Große Ringkerntransformatoren, derzeit bis zu 150 kVA Leistung hergestellt, werden auch voll vergossen und haben dann mehrere Befestigungsmuttern eingegossen.